# Добромірківська сільська рада
Добромірківська сільська́ ра́да — адміністративно-територіальна одиниця та орган місцевого самоврядування у Збаразькому районі Тернопільської області. Адміністративний центр — село Добромірка.

## Загальні відомості
Добромірківська сільська рада утворена 24 грудня 1986 року.
- Територія ради: 18,1 км²
- Населення ради: 529 осіб (станом на 2001 рік)
- Територією ради протікає річка Вовчок

## Населені пункти
Сільській раді були підпорядковані населені пункти:
- с. Добромірка

## Склад ради
Рада складалася з 12 депутатів та голови.
- Голова ради: Кисіль Ігор Богданович
- Секретар ради: Романюк Ростислава Богданівна

### Керівний склад попередніх скликань
| Прізвище, ім'я, по батькові | Основні відомості                                                               | Дата обрання | Дата звільнення |
| --------------------------- | ------------------------------------------------------------------------------- | ------------ | --------------- |
| Кісіль Ігор Богданович      | Сільський голова, 1978 року народження, безпартійний                            | 26.03.2006   | 31.10.2010      |
| Кисіль Ігор Богданович      | Сільський голова, 1978 року народження, освіта середня спеціальна, безпартійний | 31.10.2010   |                 |

Примітка: таблиця складена за даними сайту Верховної Ради України

### Депутати
За результатами місцевих виборів 2010 року депутатами ради стали:

#### За суб'єктами висування
| Суб'єкт висування | Кількість обраних депутатів | %   |
| ----------------- | --------------------------- | --- |
| Самовисування     | 12                          | 100 |

#### За округами
| № округу | Прізвище, ім'я, по батькові   | Дата визнання обраним | Освіта  | Партійна приналежність                        | Відомості про обраного депутата |
| -------- | ----------------------------- | --------------------- | ------- | --------------------------------------------- | ------------------------------- |
| 1        | Марценюк Марія Миколаївна     | 01.11.2010            | середня | позапартійна                                  | тимчасово не працює             |
| 2        | Симів Ігор Онофрійович        | 01.11.2010            | середня | позапартійний                                 | ФГ «Нива», механізатор          |
| 3        | Романюк Ростислава Богданівна | 01.11.2010            | середня | позапартійна                                  | Добромірківська с.р., секретар  |
| 4        | Струк Андрій Дмитрович        | 01.11.2010            | середня | позапартійний                                 | тимчасово не працює             |
| 5        | Раба Людмила Богданівна       | 01.11.2010            | середня | член Всеукраїнського об'єднання «Батьківщина» | тимчасово не працює             |
| 6        | Ваврук Людмила Анатоліївна    | 01.11.2010            | середня | позапартійна                                  | тимчасово не працює             |
| 7        | Пилипчук Богдан Ярославович   | 01.11.2010            | середня | позапартійний                                 | тимчасово не працює             |
| 8        | Літус Оксана Ростиславівна    | 01.11.2010            | середня | позапартійна                                  | пенсіонер                       |
| 9        | Чорний Василь Романович       | 01.11.2010            | середня | позапартійний                                 | тимчасово не працює             |
| 10       | Матисюк Зеновій Ігорович      | 01.11.2010            | середня | позапартійний                                 | учень                           |
| 11       | Воленяк Анатолій Григорович   | 01.11.2010            | середня | позапартійний                                 | тимчасово не працює             |
| 12       | Оверко Марія Ігорівна         | 01.11.2010            | вища    | позапартійна                                  | загальноосвітня школа, вчитель  |